# Miramar Invitational 2021
Das Miramar Invitational 2021 war eine Leichtathletik-Veranstaltung die am 10. April 2021 in Hollywood im US-Bundesstaat Florida stattfand. Sie war Teil der World Athletics Continental Tour zählte zu den Silber-Meetings, der zweithöchsten Kategorie dieser Leichtathletik-Serie.

## Resultate

### Männer

#### 100 m
| Platz | Athlet           | Land | Zeit (s)  |
| ----- | ---------------- | ---- | --------- |
| 1     | Kyree King       | USA  | 9,97 PB   |
| 2     | Justin Gatlin    | USA  | 9,98 SB   |
| 3     | Cejhae Greene    | ANT  | 10,00 =PB |
| 4     | Emmanuel Matadi  | LBR  | 10,01 =NR |
| 5     | Aaron Brown      | CAN  | 10,08 SB  |
| 6     | Marvin Bracy     | USA  | 10,09     |
| 7     | Cravon Gillespie | USA  | 10,13 SB  |

Wind: +1,9 m/s

#### 200 m
| Platz | Athlet           | Land | Zeit (s) |
| ----- | ---------------- | ---- | -------- |
| 1     | Kenneth Bednarek | USA  | 19,65    |
| 2     | Emmanuel Matadi  | LBR  | 20,20    |
| 3     | Edrick Floréal   | USA  | 20,41    |
| 4     | Jaylen Slade     | USA  | 20,51    |
| 4     | Jerome Blake     | CAN  | 20,57    |
|       | Akeem Bloomfield | JAM  | DNF      |

Wind: +4,0 m/s

#### 400 m
| Platz | Athlet             | Land | Zeit (s) |
| ----- | ------------------ | ---- | -------- |
| 1     | Justin Robinson    | USA  | 45,23 SB |
| 2     | Wilbert London     | USA  | 45,31 SB |
| 3     | Kahmari Montgomery | USA  | 45,39 SB |
| 4     | Musa Isah          | BHR  | 46,66 SB |
| 5     | Khari Herbert      | IVB  | 48,88 SB |

#### 800 m
| Platz | Athlet             | Land | Zeit (min) |
| ----- | ------------------ | ---- | ---------- |
| 1     | Abraham Alvardo    | USA  | 1:47,29 SB |
| 2     | Kameron Jones      | USA  | 1:47,33 PB |
| 3     | Rajay Hamilton     | JAM  | 1:48,32    |
| 4     | Robert Downs       | USA  | 1:49,34 SB |
| 5     | Andrés Arroyo      | PUR  | 1:50,21    |
| 6     | Matthew Centrowitz | USA  | 1:50,97 SB |
| 7     | Brandon Lasater    | USA  | 1:51,19 SB |

#### 1500 m
| Platz | Athlet                    | Land | Zeit (min) |
| ----- | ------------------------- | ---- | ---------- |
| 1     | Michael Saruni            | USA  | 3:45,84 PB |
| 2     | Nanami Arai               | JPN  | 3:46,20    |
| 3     | Peter Callahan            | BEL  | 3:46,67    |
| 4     | Rob Napolitano            | PUR  | 3:46,78 SB |
| 5     | Robby Andrews             | USA  | 3:46,89 SB |
| 6     | James Randon              | USA  | 3:47,45    |
| 7     | Sam Ellis                 | USA  | 3:48,93 SB |
| 8     | Emmanuel Roudolff-Levisse | FRA  | 3:50,36 SB |
|       | Avery Bartlett            | USA  | DNF        |

#### 110 m Hürden
| Platz | Athlet            | Land | Zeit (s) |
| ----- | ----------------- | ---- | -------- |
| 1     | Grant Holloway    | USA  | 13,04    |
| 2     | Daniel Roberts    | USA  | 13,30    |
| 3     | Ruebin Walters    | TTO  | 13,37    |
| 4     | Ronald Levy       | JAM  | 13,39    |
| 5     | Andrew Riley      | JAM  | 13,42    |
| 6     | Wellington Zaza   | LBR  | 13,52    |
| 7     | Nicholas Anderson | USA  | 13,70    |
| 8     | Eddie Lovett      | IVB  | 13,75    |

Wind: +2,2 m/s

#### 400 m Hürden
| Platz | Athlet          | Land | Zeit (s) |
| ----- | --------------- | ---- | -------- |
| 1     | Kenny Selmon    | USA  | 48,81 WL |
| 2     | Craig Allen     | USA  | 49,70 PB |
| 3     | Amere Lattin    | USA  | 49,71 SB |
| 4     | David Kendziera | USA  | 51,34    |
| 5     | Jordin Andrade  | CPV  | 59,45    |

#### Hochsprung
| Platz | Athlet           | Land | Höhe (m) |
| ----- | ---------------- | ---- | -------- |
| 1     | Shelby McEwen    | USA  | 2,26 SB  |
| 2     | Donald Thomas    | BHS  | 2,23 SB  |
| 3     | David Smith      | PUR  | 2,20 SB  |
| 4     | Luís Castro      | PUR  | 2,20     |
| 5     | Roderick Townend | USA  | 2,15 =PB |
| 6     | Stefan Duvivier  | CAN  | 2,10 SB  |
| 7     | Jeron Robinson   | USA  | 2,10 SB  |

#### Weitsprung
| Platz | Athletin              | Land | Weite (m) |
| ----- | --------------------- | ---- | --------- |
| 1     | Tajay Gayle           | JAM  | 8,27 WL   |
| 2     | Holland Martin        | BHS  | 8,15 w    |
| 3     | Damacus Simpson       | USA  | 8,05 w    |
| 4     | Marquis Dendy         | USA  | 8,02 w    |
| 5     | Trumaine Jefferson    | USA  | 8,00 SB   |
| 6     | Charles Brown         | USA  | 7,96 SB   |
| 7     | Marquis Goodwin       | USA  | 7,69      |
| 8     | Ifeanyichukwu Otuonye | TKS  | 7,67 w    |
| 9     | Andwuelle Wright      | TTO  | 7,59 w    |

### Frauen

#### 100 m
| Platz | Athlet               | Land | Zeit (s)    |
| ----- | -------------------- | ---- | ----------- |
| 1     | Sha’Carri Richardson | USA  | 10,72 WL PB |
| 2     | Javianne Oliver      | USA  | 11,07 SB    |
| 3     | Natalliah Whyte      | JAM  | 11,16       |
| 4     | Natasha Morrison     | JAM  | 11,19 SB    |
| 5     | Kortnei Johnson      | USA  | 11,22       |
| 6     | Kiara Parker         | USA  | 11,27       |
| 7     | Teahna Daniels       | USA  | 11,29       |
| 8     | Kristina Knott       | PHI  | 11,35 SB    |

Wind: +1,6 m/s

#### 200 m
| Platz | Athlet                | Land | Zeit (s) |
| ----- | --------------------- | ---- | -------- |
| 1     | Jenna Prandini        | USA  | 22,29    |
| 2     | Brittany Brown        | USA  | 22,39    |
| 3     | Candace Hill          | USA  | 22,43    |
| 4     | Elaine Thompson-Herah | JAM  | 22,44    |
| 5     | Kyra Jefferson        | USA  | 22,80    |
| 6     | Briana Williams       | JAM  | 22,93    |
| 7     | Marizol Landázuri     | ECU  | 23,22    |
| 8     | Srabani Nanda         | IND  | 23,27    |

Wind: 2,3 m/s

#### 400 m
| Platz | Athlet                  | Land | Zeit (s) |
| ----- | ----------------------- | ---- | -------- |
| 1     | Shamier Little          | USA  | 49,91 PB |
| 2     | Quanera Hayes           | USA  | 49,92 SB |
| 3     | Kendall Ellis           | USA  | 50,48 SB |
| 4     | Stephenie Ann McPherson | JAM  | 51,09 SB |
| 5     | Kaylin Whitney          | USA  | 51,34 PB |
| 6     | Chrisann Gordon-Powell  | JAM  | 51,39 SB |
| 7     | Micha Powell            | CAN  | 53,54    |

#### 800 m
| Platz | Athlet           | Land | Zeit (min) |
| ----- | ---------------- | ---- | ---------- |
| 1     | Ajeé Wilson      | USA  | 2:00,57    |
| 2     | Natoya Goule     | JAM  | 2:00,92 SB |
| 3     | Allie Wilson     | USA  | 2:02,58    |
| 4     | Laurie Barton    | USA  | 2:04,21 PB |
| 5     | Andrea Foster    | GUY  | 2:04,34 PB |
| 6     | Ce’Aira Brown    | USA  | 2:04,50    |
| 7     | Hannah Segrave   | GBR  | 2:04,73    |
| 8     | Yolanda Ngarambe | SWE  | 2:06,66 SB |
| 9     | Julia Rizk       | USA  | 2:08,44 SB |
| 10    | Annette Metcher  | USA  | 2:10,12    |
| 11    | Gabby Scott      | PUR  | 4:10,94 PB |

#### 100 m Hürden
| Platz | Athlet              | Land | Zeit (s) |
| ----- | ------------------- | ---- | -------- |
| 1     | Kendra Harrison     | USA  | 12,38    |
| 2     | Cindy Sember        | GBR  | 12,55    |
| 3     | Tiffany Porter      | GBR  | 12,57    |
| 4     | Taliyah Brooks      | USA  | 12,75    |
| 5     | Gabriele Cunningham | USA  | 12,77    |
| 6     | Devynne Charlton    | BHS  | 12,85    |
| 7     | Pedrya Seymour      | BHS  | 12,85    |
| 6     | Ebony Morrison      | USA  | 13,18    |

Wind: +2,7 m/s

#### Hochsprung
| Platz | Athlet                | Land | Höhe (m) |
| ----- | --------------------- | ---- | -------- |
| 1     | Rachel McCoy          | USA  | 1,90 SB  |
| 2     | Shelley Spires        | USA  | 1,87 =PB |
| 3     | Tynita Butts-Townsend | USA  | 1,87 SB  |
| 4     | Nicole Greene         | USA  | 1,77     |

#### Weitsprung
| Platz | Athlet             | Land | Weite (m) |
| ----- | ------------------ | ---- | --------- |
| 1     | Christabel Nettey  | CAN  | 6,63 w    |
| 2     | Sha'Keela Saunders | USA  | 6,57 w    |
| 3     | Taliyah Brooks     | USA  | 6,57      |
| 4     | Tiffany Flynn      | USA  | 6,35 w    |
| 5     | Yanis David        | FRA  | 6,30 SB   |
| 6     | Aries Sánchez      | VEN  | 6,23 SB   |
| 7     | Baileh Simms       | CAN  | 6,18 w    |

#### Kugelstoßen
| Platz | Athletin            | Land | Weite (m) |
| ----- | ------------------- | ---- | --------- |
| 1     | Danniel Thomas-Dodd | JAM  | 19,17 SB  |
| 2     | Magdalyn Ewen       | USA  | 18,69 SB  |
| 3     | Jessica Ramsey      | USA  | 18,61     |
| 4     | Sarah Mitton        | CAN  | 18,53 SB  |
| 5     | Chase Ealey         | USA  | 18,31 SB  |
| 6     | Lloydricia Cameron  | JAM  | 18,11 PB  |
| 7     | Raven Saunders      | USA  | 17,95 SB  |
| 8     | Portious Warren     | TTO  | 17,74 SB  |
|       | Taliyah Brooks      | USA  | NM        |